# Ерік Естрада
Е́рік Естра́да (англ. Erik Estrada), повне ім'я Генрі Енріке Естрада (англ. Henry Enrique Estrada; *16 березня 1949, Нью-Йорк) — американський актор, продюсер, найбільш відомий за ролями у кінострічці «Король вечірок» (англ. Van Wilder) (2002) та серіалі «Каліфорнійська дорожна поліція» (англ. CHiPs), що знімався та вперше вийшов на екрани протягом 1977–1983.

## Біографія
Ерік Естрада народився 16 березня 1949 у Нью-Йорку. Дитинство та юні роки проживав в іспанському кварталі, розташованому неподалік Нью-Йорк Сіті. Коли Еріку виповнилося два роки, батьки його розлучилися, після цього Ерік жив разом з матір'ю. Батько відігравав незначну роль у його житті. Навчаючись у старших класах школи, відвідував курси акторського мистецтва. Після закінчення школи навчався в Американській академії музичного та драматичного мистецтв (англ. American Musical and Dramatic Academy). У 1970 знявся у кінострічці «Хрест і меч» (англ. The Cross and the Switchblade), яка стала його першою успішною роботою в кіно. Отримавши після цього схвальні відгуки кінокритиків, у 1972 знявся в кінострічці «Нові центуріони» (англ. The New Centurions), де зіграв полісмена-новобранця. У 1974 — 1976 з'явився в кінострічках «Аеропорт 1975» (англ. Airport 1975), «Trackdown» та «Мідвей» (англ. Midway). Знявшись у ряді телевізійних фільмів, серед яких «Баретта» (англ. Baretta), «Медичний центр» (англ. Medical Center) та ін., у вересні 1977 отримав одну з головних ролей у телевізійному серіалі «Каліфорнійська дорожна поліція» (англ. CHiPs), у якому зіграв полісмена Френка Пончерелло. Ця роль принесла акторові неабияку популярність у США. У 1980 знявся у драмі «Лінія» (англ. The Line), що відображає часи В'єтнамської війни, а двома роками пізніше отримав головну роль у ним же спродюсованому телевізійному фільмі «Honeyboy», який отримав схвальні відгуки кінокритиків. Після 1983 знімався в другорядних телевізійних та художніх фільмах. У 1993 отримав головну роль у мильній опері «Дві жінки, один шлях» (ісп. Dos Mujeres, Un Camino), завдяки якій знову став популярним. У 1998 зіграв Френка Пончерелло у кінострічці «CHiPs ’99», яка є більш сучасною адаптацією «Каліфорнійської дорожньої поліції».
Останнім часом активно з'являвся у різних реаліті-шоу. У 2004 разом з репером Vanilla Ice та іншими учасниками узяв участь у другому сезоні шоу «The Surreal Life in 2004». У 2007 став учасником телевізійного проекту «Armed & Famous», присвяченому діяльності офіцерів поліції. В цьому ж році знявся у комедійній кінострічці «Kickin’ It Old Skool» режисера Джеймі Кеннеді.
Крім роботи у кіно та участі в реаліті-шоу займається також озвучуванням мультфільмів, серед яких «Майя та Мігель» (англ. Maya & Miguel), «Цирк ДжоДжо» (англ. JoJo’s Circus) та «МорЛаб 2021» (англ. Sealab 2021). Крім цього, співпрацював також із дорожньою поліцією Каліфорнії в реальному житті.

## Особисте життя
Був одружений тричі. Має двох синів від попереднього шлюбу з акторкою та продюсером Пеґґі Роу (англ. Peggy Rowe) — Ентоні Еріка та Брендона Майкла-Пола, та доньку Франциску від нинішнього шлюбу з Нанет Мірковіч (англ. Nanette Mirkovich), з якою актор одружився в 1997.

## Цікаві факти
- У 1979 став одним з десяти найбільш привабливих холостяків у світі за версією журналу «People».
- Є «обличчям» організації «D.A.R.E.», яка займається боротьбою з наркотиками в США.
- Має пуерториканське походження.
- Незважаючи на своє походження, не володіє іспанською мовою, внаслідок чого йому довелося брати спеціально уроки для зйомок у стрічці «Dos Mujeres, Un Camino».
- Початково був затверджений на роль Карлоса у кінострічці «Від заходу до світанку».
- Протягом 2007 — 2010 був офіцером запасу поліції.
- На Алеї Слави Голівуду має власну зірку.
- У 2008 увійшов до списку двадцяти п'яти найсексуальніших чоловіків усіх часів за версією «TV Guide Network».
- У 2009 зайняв перше місце у списку двадцяти п'яти найсексуальніших чоловіків у формі за версією «TV Guide Network».

## Фільми та серіали
- 1970 The Cross and the Switchblade (Хрест і меч)
- 1971 Chrome and Hot Leather (Хром та гаряча шкіра)
- 1972 The Ballad of Billie Blue (Балада про Біллі Блу)
- 1972 Parades
- 1972 The New Centurions (Нові центуріони)
- 1973 Hawaii Five-O (Відділ 5-О)
- 1973 Owen Marshall, Counselor at Law (Оуен Маршал, адвокат у законі)
- 1974 Emergency! (Критичне становище)
- 1974 Airport 1975 (Аеропорт 1975)
- 1975 Kojak
- 1976 Baretta (Баретта)
- 1976 Trackdown
- 1976 Midway (Мідвей)
- 1977 — 1983 CHiPs (Каліфорнійська дорожна поліція)
- 1980 The Line (Лінія)
- 1983 Where Is Parsifal? (Де Парсифаль?)
- 1985 Light Blast (Спалах)
- 1985 The Repenter (Розкаюваний)
- 1987 Hour of the Assassin (Час убивці)
- 1988 Andy Colby's Incredible Adventure (Неймовірні пригоди Енді Колбі)
- 1989 Caged Fury (Лють у клітці)
- 1989 Alien Seed (Сім'я пришельця)
- 1990 The Lost Idol (Загублений ідол)
- 1990 Guns (Зброя)
- 1990 A Show of Force (Демонстрація сили)
- 1990 Twisted Justice (Заплутане правосуддя)
- 1990 Night of the Wilding (Ніч дикунів)
- 1991 The Last Riders (Останні вершники)
- 1991 Do or Die (Зроби або помри)
- 1991 Spirits (Духи)
- 1991 Gang Justice
- 1992 The Sounds of Silence (Звуки тиші)
- 1992 The Naked Truth (Гола правда)
- 1992 The Divine Enforcer
- 1993 Tuesday Never Comes (Вівторок ніколи не настане)
- 1993 Angel Eyes (Очі янгола)
- 1993 Dos mujeres, un camino (Дві жінки, один шлях)
- 1993 National Lampoon's Loaded Weapon 1 (Заряджена зброя)
- 1994 Juana la Cubana (Хуана з Куби)
- 1995 The Misery Brothers (Брати-жебраки)
- 1995 The Final Goal (Кінцева мета)
- 1996 Visions
- 1998 Shattered Dreams (Зруйновані мрії)
- 1998 The Modern Adventures of Tom Sawyer (Нові пригоди Тома Соєра)
- 1998 Lost in Hollywood (Загублені в Голівуді)
- 1998 King Cobra (Королівська кобра)
- 2000 Oliver Twisted
- 2000 We Married Margo (Ми одружили Марго)
- 2001 UP, Michigan! (Вставай, Мічиган!)
- 2001 Destroying America (Америка, що руйнується)
- 2002 National Lampoon's Van Wilder (Король вечірок)
- 2004 Border Blues (Прикордонний блюз)
- 2007 Kickin It Old Skool
- 2007 Horrorween (Хорорвін)
- 2007 Mother Goose Parade (Парад матінки Гус)
- 2007 Husband for Hire (Чоловік за наймом)
- 2008 2nd Semester of Spanish, Spanish Love Song (Другий семестр іспанської, іспанська пісня кохання)
- 2008 Spring Break '83 (Весняний перелом-83)
- 2009 Meet the Browns (Зустріч із Браунами)
- 2009 According to Jim (Як сказав Джим)
- 2009 My Name Is Earl (Мене звати Ерл)
- 2010 Big Time Rush (Вперед — до успіху!)
- 2010 The Tonight Show with Jay Leno (Нічне шоу з Джеєм Лено)
- 2010 — 2012 Adventure Time with Finn & Jake (Час пригод)
- 2013 Chupacabra vs. The Alamo (Чупакабра проти Аламо)
- 2013 Finding Faith (Знайдена віра)
- 2013 Second Generation Wayans
- 2014 Uncommon (Незвичайне)
- 2014 Planes: Fire & Rescue (Літачки: Рятувальний загін)
- 2014 Virtuous (Добродій)